# Rorschachtest

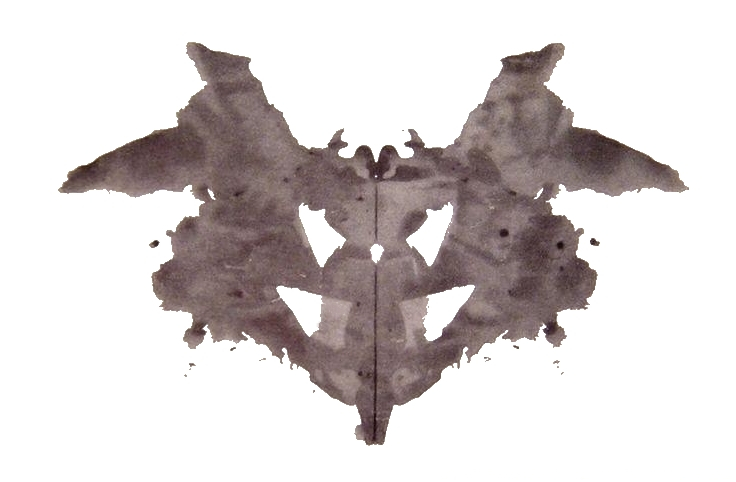
Eines der von Rorschach hergestellten Faltbilder in der Originalfarbe

Der Rorschachtest oder Rorschach-Test (Tintenkleckstest, eigentlich: Rorschach-Formdeuteversuch) ist ein projektives Testverfahren der psychologischen Diagnostik und Persönlichkeitspsychologie.
Der Rorschachtest geht zurück auf das Wirken des Schweizer Psychiaters und Psychoanalytikers Hermann Rorschach (1884–1922), der eine eigene Persönlichkeitstheorie entwickelte und diese später mit den Theorien der Freud’schen Schule verband. Die Interpretation des Verfahrens erfolgt unter tiefenpsychologischen Gesichtspunkten. Der Test ist aufgrund mangelhafter Gütekriterien psychodiagnostischer Verfahren umstritten.

## Geschichte
Die Deutung von Klecksographien (Faltbildern) war schon im 19. Jahrhundert (zum Beispiel bei Justinus Kerner) üblich. Eine frühe wissenschaftliche Veröffentlichung zum Thema ist die 65-seitige Dissertation des Eugen-Bleuler-Schülers Szymon Hens „Phantasieprüfung mit formlosen Klecksen bei Schulkindern, normalen Erwachsenen und Geisteskranken“, Zürich 1917.
Der Rorschachtest wurde 1921 im Verlag von Ernst Bircher veröffentlicht, nachdem zuvor andere Versuche, aus Faltbildern Schlüsse auf die Persönlichkeit zu ziehen, gescheitert waren. Rorschach kam nach Entwicklung seines Formdeuteverfahrens in Kontakt mit der Psychoanalyse Sigmund Freuds, der die Rolle des Unbewussten erforschte. In den 1930er und 1940er Jahren fand der Test in Europa und in den Vereinigten Staaten weite Verbreitung. Unter anderem wurde er ab 1945 von Gustave M. Gilbert beim Nürnberger Hauptkriegsverbrecherprozess eingesetzt. Nachdem sich vor allem in den USA mehrere große „Schulen“ herausgebildet hatten, entwickelte John E. Exner in den 1970er Jahren eine Vereinheitlichung des Verfahrens (CS – „Comprehensive System“). In Europa gilt das Standardwerk von Ewald Bohm zum Rorschachtest als Referenz. Wichtige Forschungsarbeiten zum Rorschachtest lieferte in den USA der aus Deutschland geflüchtete Psychoanalytiker Ernest G. Schachtel, er führte vielfältige Untersuchungen mit unterschiedlichen Altersgruppen durch und publizierte neben etlichen Artikeln in Fachzeitschriften das Standardwerk Experiential Foundations of Rorschach's Test (1966).

## Methodik
Der Test besteht aus zehn Tafeln mit speziell aufbereiteten Tintenklecksmustern. Es gibt weltweit fast ein Dutzend Parallelserien, von denen die meisten nicht frei im Handel erhältlich sind. Die sie anwendenden Psychologen legen Wert darauf, dass die Bilder nicht öffentlich gezeigt werden, damit eine Beeinflussung des Tests durch Vorwegnahmen (zudem oft Falschinformationen, die etwa im Internet oder in „Testknackerbüchern“ kursieren) vermieden wird. Die Tafeln werden in einer festgelegten Reihenfolge gezeigt, mit dem Hinweis, dass die Tafeln beliebig gedreht werden können, und die Testperson wird gefragt: „Was könnte das sein?“ Dabei weist der Psychologe darauf hin, dass es keine „richtigen“ oder „falschen“ Antworten gebe. Während die Testperson die Tafeln betrachtet, notiert er Äußerungen, die Handhabung (Drehungen) der Karte sowie Reaktionszeiten.

## Auswertung
Die Auswertung bezieht sich auf fünf Hauptaspekte:
- die Lokalisierung, welche Teile der Tafeln die Person deutet,
- die Determinanten, auf welche Aspekte (Form, Farbe, Schattierung, Bewegung, Zwischenfiguren) der Tafel sich die Antwort bezieht.
- die Inhalte, also was auf den Tafeln wahrgenommen wird.
- die Häufigkeit, mit der Antworten bei vielen Testpersonen vorkommen (Originalität, Banalität)
- die besonderen Phänomene, also die über die reinen Deutungen hinaus beobachtbaren Phänomene wie Verzögerungen, Stupor, Antwort- und Reaktionszeiten etc.

Mit Hilfe der sich anschließenden Sicherungsphase werden die Antworten signiert; d. h., bei jeder einzelnen Antwort wird überprüft, ob der Anwender sie auch richtig erfasst hat, so wie der Proband sie auch gemeint hat. Jede Antwort wird dabei in Hinblick auf die ersten vier Hauptaspekte bezeichnet.
Beispiele:
Bei der Lokalisierung
G (Ganzantwort), D (Detailantwort), Dd (besonders kleines oder ungewöhnlich abgegrenztes Detail), DZw (Zwischenfigur) usw.
Bei den Determinanten
F+ („gute“, erkennbare, nachvollziehbare Form – „eine Vase mit zwei Henkeln“), F− („schlechte“, d. h. unbestimmte, diffuse, nicht nachvollziehbare Deutung – „irgendein Tier“), B+ (Bewegungsdeutung – „zwei kämpfende Samurai“), FFb+ (Deutung, bei der die Form dominiert, die Farbe aber auch eine Bedeutung hat – „ein roter Schmetterling“), FbF (Deutung, bei der die Farbe wichtiger ist, als die Form – „Blumenstrauß“), Fb (reine Farbdeutung – „Blut“, „Wasser“) usw.
Bei den Inhalten
Tiere, Tierdetails (z. B. Köpfe, Pfoten), Menschen, Menschdetails, Szenen, Gegenstände, Landkarten, Gebäude, Pflanzen usw.
Bei den Häufigkeiten
Vulgärantworten (naheliegende Deutungen, die oft gegeben werden), Originalantworten (seltene Antworten, die nur etwa einer von hundert deutet).
Bereits die Signierung setzt viel Fachwissen und eine präzise, objektive Arbeitsweise voraus.
Durch die anschließende Verrechnung treten noch weitere Aspekte zutage, etwa Sukzession, Erfassungstypus, Erlebnistypus, Farbtypus, und das relative Vorkommen bestimmter Inhalte (zum Beispiel Tierdeutungen) oder Erfassungsmodi (zum Beispiel Ganzantworten).

## Kontroverse
Die Aussagekraft des Rorschach-Tests war von Beginn an umstritten. In den 1980er Jahren stellte ein Team von Psychologen fest, dass der Test bei 80 Prozent »normaler Individuen« eine »Depression oder schwere Charakterprobleme« diagnostiziert. In einer anderen Studie wurde der Test an Pilotenanwärtern und an Patienten in stationärer psychiatrischer Behandlung durchgeführt; die Ergebnisse konnten keinen Unterschied zwischen den beiden Gruppen feststellen. Dennoch wird der Test in den USA immer noch beispielsweise vor Gericht verwendet; in Japan und Argentinien ist er weit verbreitet, in Russland und Australien kaum.
Der Rorschachtest ist aus mehreren Gründen umstritten; die Tintenklecksbilder sind a priori bedeutungslos. Daher gehen Kritiker davon aus, dass die Interpretation der Formdeuteversuche auch durch den Psychologen und seine subjektiven Eindrücke und Vorurteile beeinflusst werden kann. Die Reliabilität und Validität sind weitestgehend ungeklärt. Nach Meinung der Kritiker kann der Formdeuteversuch im besten Fall Hinweise auf Aspekte der Persönlichkeit geben, im schlechtesten Fall schlicht zu falschen Ergebnissen führen.
Die Befürworter behaupten, die Auswertung durch Fachleute sei sicher und zuverlässig. Der Rorschachtest könne viele Bereiche der Persönlichkeit darstellen, die andere psychologische Tests nicht erfassen könnten. Er sei außerdem weitgehend fälschungssicher. Dies liege vor allem daran, dass die ermittelten Daten sich gegenseitig ergänzen und stützen müssen, um ein stimmiges Gesamtbild zu erzeugen.
Diese Einschätzung wird durch wissenschaftliche Untersuchungen nur unzureichend gestützt. Das Problem der mangelnden Reliabilität und Validität ist, wie auch bei anderen projektiven Verfahren, noch nicht gelöst, da die Vielzahl der Kombinationen und die dadurch individuell stets variierenden Deutungen der Testfaktoren nicht quantifizierbar sind. Versuche, den Test zu standardisieren, etwa von Bruno Klopfer bereits angeregt (1946), oder wie es etwa der Amerikaner John E. Exner versucht hat, machen aus dem Test ein neues Verfahren, das mit dem ursprünglichen Rorschachtest nur noch den Namen und das Testmaterial gemein hat.

## Unterschiede
Beim Vergleich der normativen Daten des nordamerikanischen Exner-Systems mit europäischen oder südamerikanischen Testpersonen ergeben sich teils kulturelle Unterschiede bei wichtigen Variablen, während z. B. die durchschnittliche Anzahl der Antworten gleich ist. Die Unterschiede bei der Qualität der Formen ist teilweise kulturell bedingt. So erkennen Franzosen auf Tafel 8 ein Chamäleon, was bei Angehörigen anderer Völker als ungewöhnliche Antwort gewertet wird, in Skandinavien werden für Tafel 2 Weihnachts-Nisser genannt und Japaner erkennen auf Tafel 4 ein Musikinstrument.
Einer Untersuchung an der University of Oregon zufolge ist die Zahl der unterschiedlichen wahrgenommenen Figuren mit der fraktalen Komplexität der jeweiligen Vorlage korreliert. Je geringer die fraktale Komplexität, desto höher sei die Zahl der Figuren.

## Verbreitung
Der Rorschachtest gilt als einer der bekanntesten psychologischen Tests.
Weil er in populären Medien häufig erwähnt oder auch beschrieben wird, ist die Ansicht weit verbreitet, dass man mit ihm schnell, gar nach Auswertung nur einer Antwort, eine komplexe Persönlichkeit oder schwere Störung korrekt erfassen könne. Das ist natürlich unmöglich. Wenn nicht ein wörtliches Protokoll aller zehn Tafeln mit Nachbefragung und Reaktionszeiten vorliegt, ist der Test nicht auswertbar. Zudem müssen die ermittelten Persönlichkeitsmerkmale an verschiedenen Stellen des Testes nachweisbar sein.
Insgesamt ist es ohnehin nicht zulässig, nur aufgrund des Rorschachtests Aussagen zu treffen oder gar ein ganzes Gutachten anzufertigen. Seriöse Anwender benutzen ihn im Rahmen einer ganzen Testbatterie. Dadurch erfährt der Test in aller Regel externe Überprüfung.
Da der Test trotz oben genannter Kritik weiterhin verbreitet ist, wurde er der „Dracula“ unter den psychologischen Tests genannt, „weil noch niemand einen Pfahl dem verfluchten Ding durch das Herz treiben konnte“.

## Die Tafeln mit typischen Antworten
Die Amerikaner Loucks und Burstein geben einige typische Antworten an.

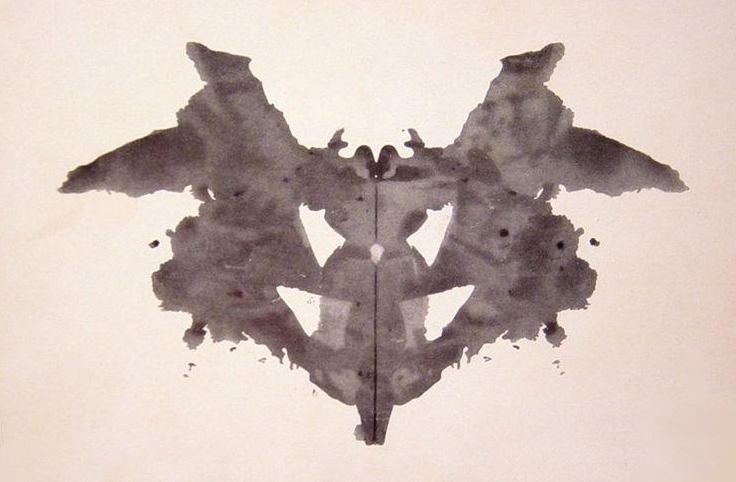
Tafel 1 Fledermaus, Schmetterling, Motte
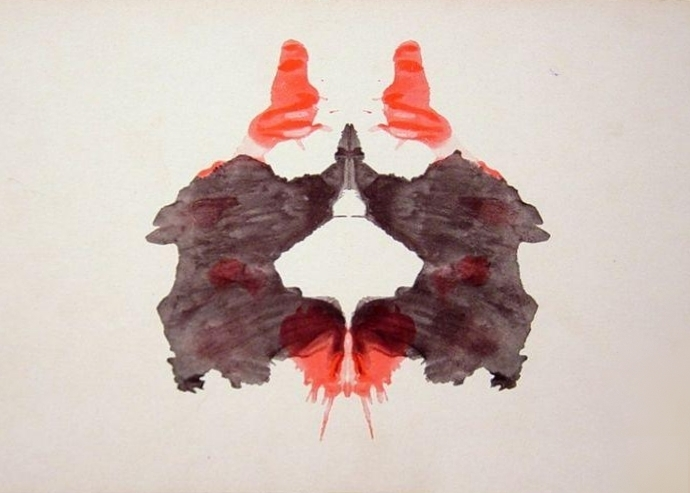
Tafel 2 zwei Menschen
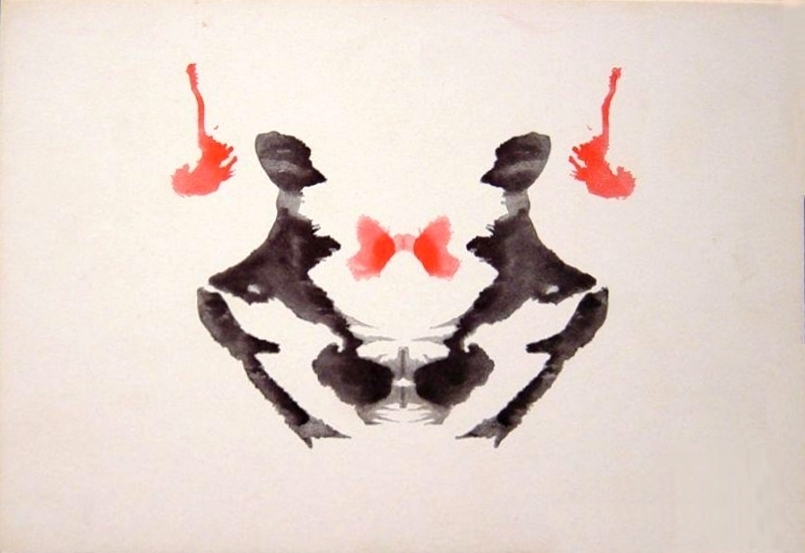
Tafel 3 grau: zwei Menschen
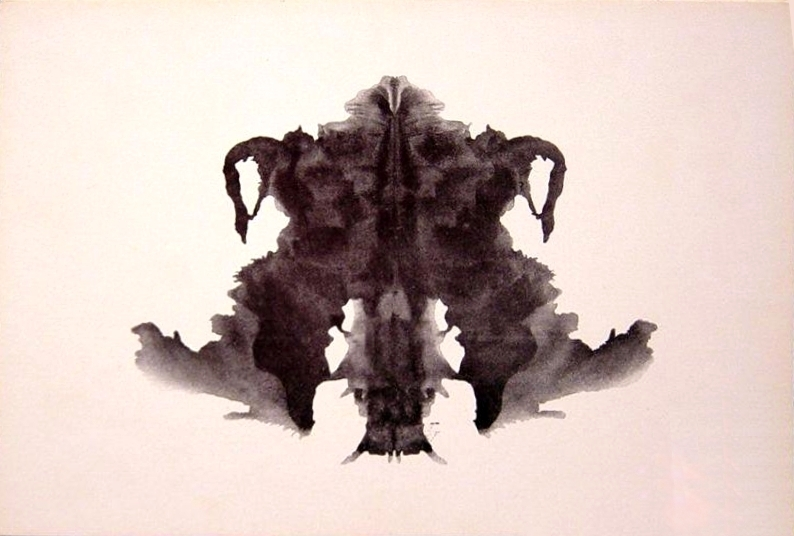
Tafel 4 Tierhaut oder -fell, großes Tier
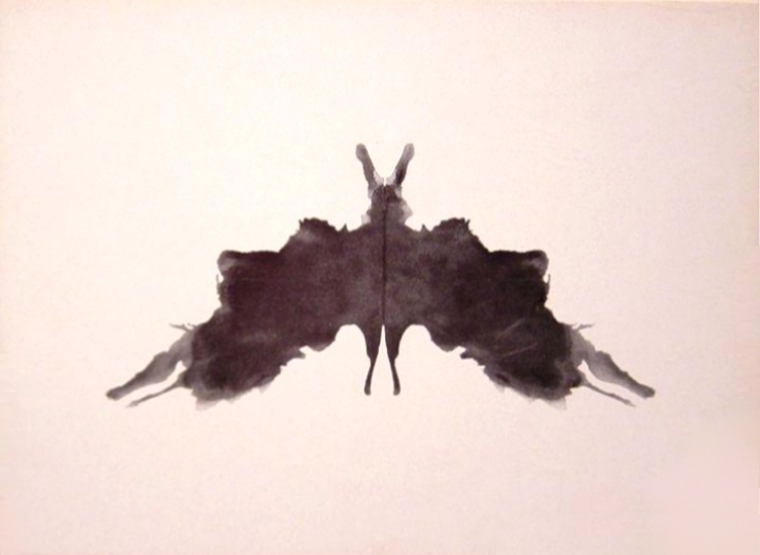
Tafel 5 Fledermaus, Schmetterling, Motte
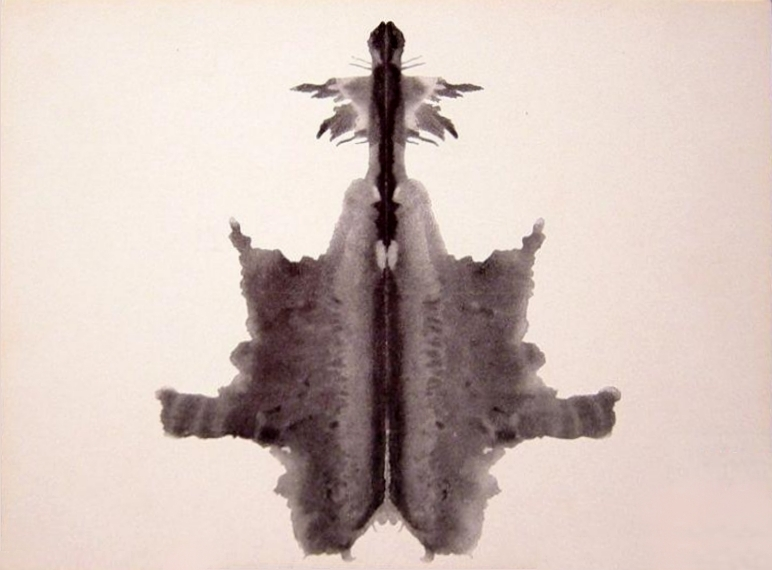
Tafel 6 Tierhaut oder -fell, Teppich
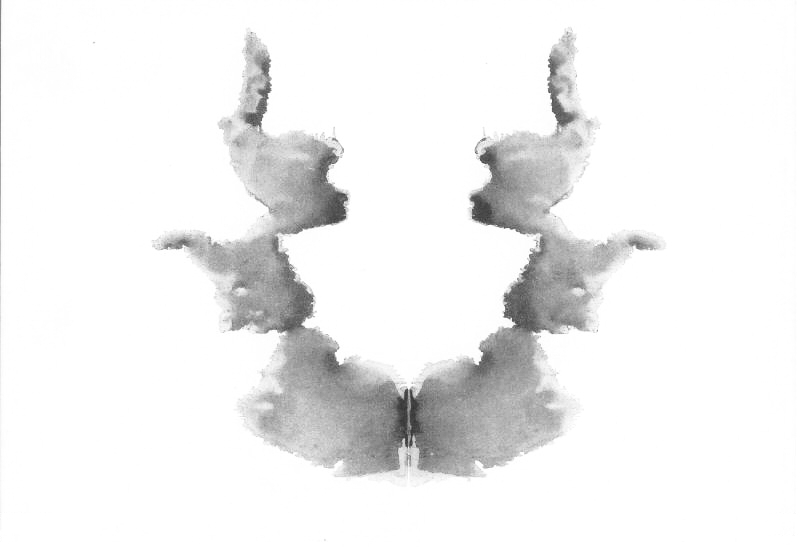
Tafel 7 oben: Menschliche Köpfe oder Gesichter
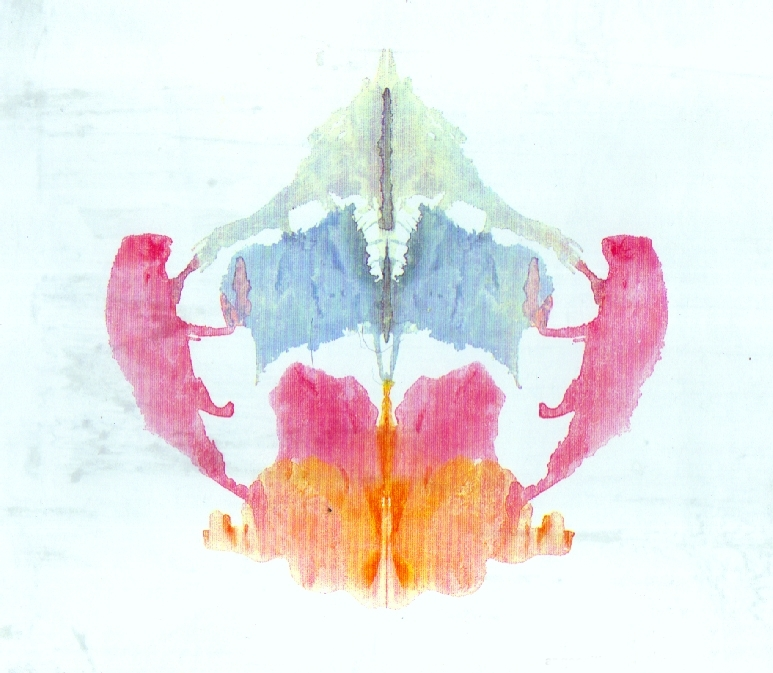
Tafel 8 rosa: Tier (nicht Hund oder Katze)
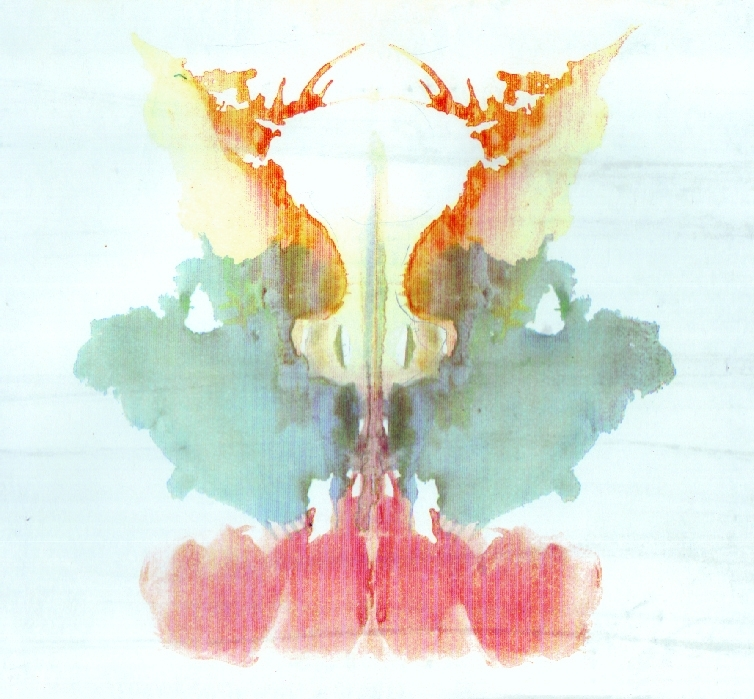
Tafel 9 orange: Mensch
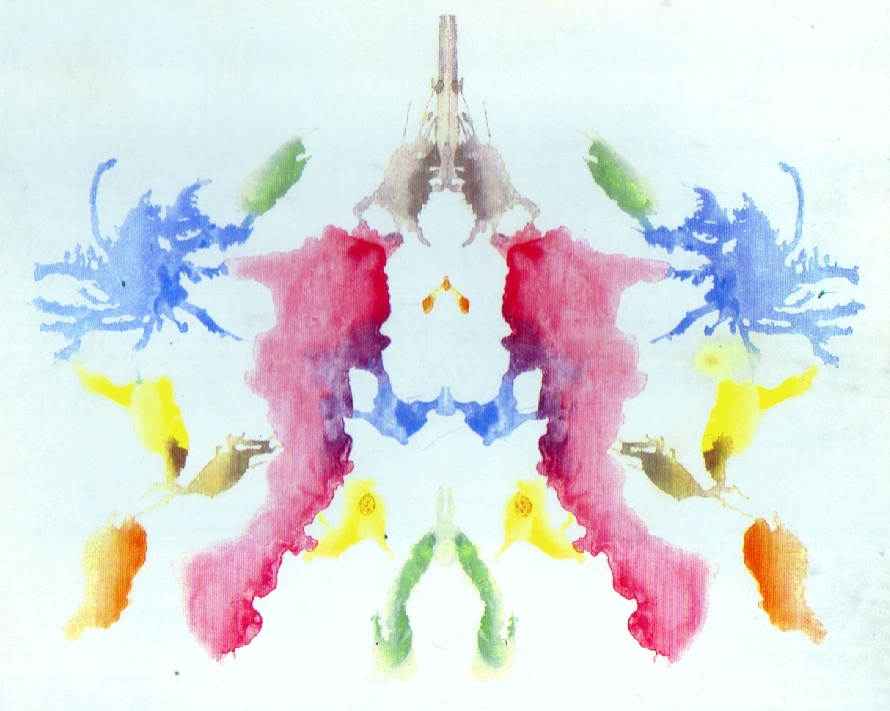
Tafel 10 blau: Krabbe, Hummer oder Spinne